# Combat de Gorom-Gorom
Notes
Insurrection djihadiste au Burkina Faso
Batailles
- Samorogouan
- Intangom
- Nassoumbou
- Ariel
- 1re Inata
- Loroni
- Gorom-Gorom
- Koutougou
- Arbinda
- Hallalé
- Markoye
- Dounkoun
- Boukouma
- 2e Inata
- Titao
- Opération Laabingol
- Namissiguima
- Madjoari
- Bourzanga
- Seytenga
- Gaskindé
- Tin-Ediar
- Tin-Akoff
- Aoréma
- Ougarou
- Namsiguia
- Noaka
- Koumbri
- Djibo
- Tawori
- Mansila
- Nassougou

Massacres
- Yirgou
- Solhan
- Karma
- Komsilga, Nodin et Soroe
- Bibgou et Soualimou
- Barsalogho

Attentats
- 1er Ouagadougou
- 2e Ouagadougou
- 3e Ouagadougou

Le combat de Gorom-Gorom est une opération militaire menée par les forces spéciales françaises contre l'État islamique dans le Grand Sahara, dans le contexte de l'insurrection djihadiste au Burkina Faso. L'attaque a lieu dans la nuit du 9 au 10 mai 2019 contre un campement de djihadistes au nord du Burkina Faso ; elle permet la libération de quatre otages.

## Contexte
Le 1er mai 2019, deux touristes français, Laurent Lassimouillas et Patrick Picque, sont enlevés dans le parc national de la Pendjari, au Bénin. Le corps sans vie de leur guide béninois, Fiacre Gbédji, est retrouvé le 4 mai, défiguré et criblé de balles, près de sa voiture calcinée,,. Le Bénin n'avait encore jamais été la cible d'une attaque djihadiste.
Les ravisseurs se replient ensuite au Burkina Faso avec les otages. Ils y restent quelques jours, avec l'intention, selon l'état-major français, de poursuivre ensuite vers le Mali afin de remettre les otages à la katiba Macina, une unité affiliée au Groupe de soutien à l'islam et aux musulmans. Le Monde indique cependant que « selon une source sécuritaire burkinabée, la katiba Macina aurait bien commandité et récupéré les deux otages français, mais le rapt dans le nord du Bénin aurait été mené par des éléments de l’organisation État islamique au Grand Sahara (EIGS) qui opèrent dans l’est du Burkina Faso ».
Immédiatement après l'annonce de la disparition des deux touristes, la direction du Renseignement militaire (DRM) commence des missions de renseignements, avec l'appui des services américains et burkinabés. Les pick-up des ravisseurs parcourent en quelques jours plus de 350 kilomètres en direction du Mali, généralement de nuit à travers la brousse. Mais les djihadistes font usage de téléphones portables et certaines de leurs conversations sont interceptées par les services américains.

## Déroulement
L'opération débute le 7 mai et une traque commence au nord du Burkina Faso sur de longues distances. La France mobilise les forces spéciales de la Task Force Sabre, des troupes de l'opération Barkhane, des drones, des hélicoptères et des moyens de chirurgie de l'avant engagés depuis la France. Les forces armées du Burkina Faso fournissent un soutien logistique tout au long du parcours. Les États-Unis apportent un soutien en matière de renseignement en engageant des drones d'observation MQ-9 Reaper,. 
Tant que le convoi est mobile, il est impossible pour les forces françaises d'agir. Mais le 9 mai, les ravisseurs font halte. En début d'après-midi, le Commandement des opérations spéciales (COS), dirigé par Laurent Isnard, reçoit une première bribe d'information sur la localisation du campement. Il préconise alors de lancer l'intervention et planifie une opération en quelques heures. Le plan d'action proposé par le COS est approuvé par le chef d'État-Major des armées, le général François Lecointre. Dans la soirée, le président de la République, Emmanuel Macron, donne l'autorisation de lancer le raid,.
Le combat s'engage près de Gorom-Gorom, au nord du Burkina Faso,. 24 militaires du commando Hubert, du 1er RPIMa et du CPA 10 sont engagés dans l'attaque finale. Ces derniers sont déposés par une dizaine d'hélicoptères à une dizaine de kilomètres du campement. Un avion CASA configuré pour l'évacuation sanitaire est également mobilisé. Dans le ciel, trois drones d'observation, deux français et un américain, assurent la surveillance. Un peu avant minuit, les commandos commencent une progression silencieuse dans la nuit noire sur 200 mètres, à travers un terrain découvert, vers les quatre abris du campement,. La sentinelle laissée en faction par les djihadistes ne repère les commandos qu'une fois ces derniers arrivés à une dizaine de mètres des abris,. Les militaires français entendent alors les djihadistes charger leurs armes à l'intérieur,. Les commandos tuent la sentinelle, puis montent à l'assaut sans ouvrir le feu afin de ne pas risquer de toucher les otages,. Les militaires français entrent simultanément dans les différentes huttes, mais deux d'entre-eux sont tués à très courte distance à l'intérieur de deux des abris,.
Les deux otages français sont délivrés. Deux autres otages, une Sud-Coréenne nommée Kisoon Jang et une Américaine, sont également découvertes et libérées,. Elles étaient retenues captives depuis 28 jours. La ministre française des Armées, Florence Parly, déclare le 10 mai : « Nous n'avions pas connaissance du fait qu'au côté de nos deux ressortissants il pouvait en avoir d'autres, et les contacts que nous avons eus depuis quelques heures avec les États-Unis et la Corée du Sud montrent que probablement, ces pays-là n'avaient pas nécessairement conscience de la présence de ces deux ressortissantes en territoire burkinabé ».

Commandement des opérations spéciales (COS)
1er régiment de parachutistes d'infanterie de marine (1er RPIMa)
Commando parachutiste de l'air no 10 (CPA 10)
Commandos marine composés du Commando Hubert

## Pertes

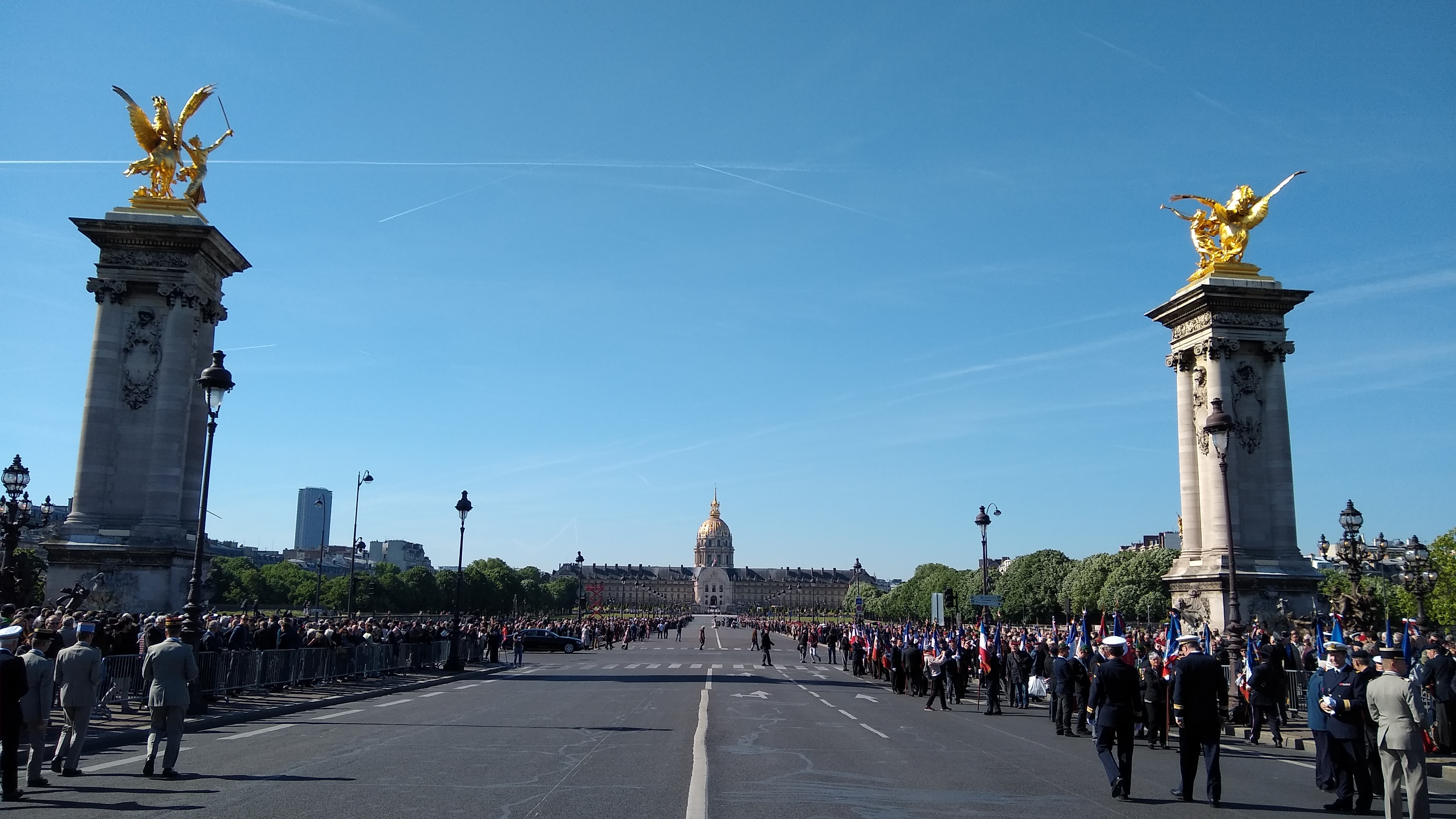
Un hommage national est rendu aux deux militaires français morts en opération. La foule se masse à Paris sur le pont Alexandre-III, qui mène à l'hôtel des Invalides, lieu de la cérémonie.

Quatre djihadistes sont tués lors de l'attaque et deux autres parviennent à s'enfuir.
Parmi les forces françaises, deux officiers mariniers trouvent la mort au cours de l'opération : les maîtres Cédric de Pierrepont et Alain Bertoncello,. La France leur rend un hommage national dans la cour d'honneur des Invalides le 14 mai 2019. Au cours de la cérémonie, ils sont élevés à titre posthume au grade de premier maître et faits chevaliers de la Légion d'honneur par le président de la République, Emmanuel Macron. La veille, l'amiral Christophe Prazuck, chef d'état-major de la Marine, les décore de la médaille militaire et de la croix de la Valeur militaire. Aucun autre militaire français n'est blessé.
Les obsèques de Cédric de Pierrepont sont célébrées en l'église Notre-Dame de Larmor-Plage, dans le Morbihan, le 15 mai 2019. Les obsèques d'Alain Bertoncello sont célébrées le 18 mai 2019 en l'église Saint-Maurice de Montagny-les-Lanches, en Haute-Savoie, en présence d'une grande foule.

## Réactions
Dans le communiqué annonçant la libération des otages, Emmanuel Macron dit s'incliner « avec émotion et gravité devant le sacrifice de nos deux militaires. […] Ils ont donné leur vie pour en libérer d'autres ». 
La présidence béninoise se félicite dans un communiqué de la « parfaite coopération entre les services béninois, burkinabé et français ». Le président burkinabè, Roch Marc Christian Kaboré, salue également « l'intervention militaire conjointe qui a permis d'atteindre ces objectifs, traduit notre engagement à lutter contre les forces du mal ».

Écusson du commando Hubert, auquel appartenaient Cédric de Pierrepont et Alain Bertoncello, les deux militaires français tués lors de l'opération.

Le 10 mai, le responsable du département d'État américain chargé de l'Afrique, Tibor Nagy, réagit sur Twitter : « Nos remerciements à la France, au Burkina Faso et au Bénin pour leurs partenariats forts dans la lutte contre le terrorisme ». Le 13 mai, le président américain, Donald Trump, salue également l'action de l'armée française : « Les Français ont fait un super boulot. Nous leur en sommes vraiment reconnaissants ». L'identité de l'ex-otage américaine n'est cependant pas révélée, il s'agirait d'une touriste d'une soixantaine d'années qui voyageait à travers l'Afrique en compagnie de l'ex-otage sud-coréenne,,.

## Suites
Les deux ex-otages français et l'ex-otage sud-coréenne sont reçus le 11 mai par le président burkinabé Roch Marc Christian Kaboré au palais de Kosyam,. Ils présentent leurs condoléances aux familles des soldats tués et remercient les autorités françaises et burkinabées pour les avoir sorti d'un « enfer ». L'ex-otage américaine est quant à elle immédiatement prise en charge à Ouagadougou par les autorités de son pays et n'apparaît jamais en public. Les deux ex-otages français et l'ex-otage sud-coréenne arrivent ensuite en France le 12 mai, où ils sont reçus sur la base aérienne 107 Villacoublay par le président Emmanuel Macron et les ministres Florence Parly et Jean-Yves Le Drian,. L'ex-otage Kisoon Jang regagne la Corée du Sud le 14 mai.

## Polémique
Le ministre des Affaires étrangères, Jean-Yves Le Drian, a accusé les deux otages français d'avoir pris « des risques majeurs » en allant dans ce qui « était considérée depuis déjà pas mal de temps comme une zone rouge », déclenchant une polémique auprès de l'opinion. Marianne souligne que le site officiel des affaires étrangères n'a été mis à jour qu'au lendemain de l'événement le 10 mai. Le parc national de la Pendjari n'était auparavant pas mentionné ; seul le parc national du W, situé au nord-est, avait été cité, et la zone frontalière avec le Burkina Faso en zone rouge-orange n'incluait pas le parc de la Pendjari. Le Bénin n'était pas considéré dangereux comme d'autres pays frontaliers. Le parc de la Pendjari, fleuron touristique du pays, était en plein développement et faisait l'objet d'une protection particulière. Marianne conclut en disant que « le guide des deux Français sauvagement assassiné après leur enlèvement, Fiacre Gbédji, n'était donc pas plus inconscient qu'eux en faisant de la visite du parc son gagne-pain ». Cependant selon un responsable de l'ONG gestionnaire de la Pendjari, les touristes et leur guide se sont approchés de la zone frontalière avec le Burkina qui elle est en zone rouge, la voiture et le chauffeur mort y ont été découverts. Les deux ex-otages français : Laurent Lassimouillas et Patrick Picque, ont admis qu'ils auraient dû « prendre davantage en considération les recommandations de l'État et la complexité de l'Afrique » et ont rendu hommage à leurs sauveteurs morts.

## Vidéographie
- [vidéo] France 24, « Ce que l’on sait de l’opération de libération des otages français au Burkina Faso », sur youtube, 10 mai 2019.
- [vidéo] France 24, « Cédric de Pierrepont et Alain Bertoncello : l'hommage de la nation à deux militaires d'exception », sur youtube, 14 mai 2019.